# Nitrato de cálcio
Nitrato de cálcio é um composto químico de fórmula molecular Ca(NO3)2.

## Características
É um sal inorgânico de coloração branca, sólido e inodoro. Não é inflamável, mas se exposto ao fogo produz óxidos tóxicos de nitrogênio, conhecido como gás dióxido de nitrogênio de cor castanha, que se em contato com combustíveis pode causar fogo.

## Usos
É usado em pirotecnia, fósforos de segurança, explosivos, fertilizantes, como fonte de obtenção de carbono, entre outros .